# 金甲喚
金甲喚（官方译为，台湾旧译）是电子游戏「餓狼传説」和「拳皇」中的出场人物。此名字取自電子企業Viccom（ビッコム）的社長金甲煥，但并不是其原型。

## 概要
- 金卡法被描绘成一个对罪恶绝对不宽恕的正义感的男人。有两个曾经是恶棍的徒弟陳可漢和邱豐凱。
- 他與陳可漢和邱豐凱的相遇。在於KOF94時找不到隊友組隊的金卡法看到新聞畫面破壞監獄逃離的陳可漢後趕到現場制伏，並在半路上順便制伏襲擊他的變態傷人魔-邱豐凱，為了導正他們的觀念便實施地獄般的訓練並強行帶他們參加KOF(因為效果不錯，監獄方面也就同意將這2人交由金就近看管。)。
- 餓狼傳說登場的香港刑警洪福，除了是同門師兄弟外也是其好友。金卡法現任的妻子也是由他所介紹。
- 有2個兒子，對於長子金東喚長大後吊兒啷噹的態度感到傷腦筋。而次子金在勳則徹底繼承他的個性和理念。他的2個兒子後來也正式在餓狼MOW登場。
- 97年在記者的採訪下，公開表示對格鬥方面的理念卻引起同門師兄弟全勳(99年初登場)的不滿，認為金的思想落伍了。而他和全勳之間的關係本身就是惡交，為了證明自己的方法沒錯，和全勳分別在99和2000年輪流交換訓練陳可漢和邱豐凱。
- 2001年因全勳發生車禍(前往參加麻宮雅典娜的演唱會)受傷無法參加，金卡法認為是時候改變世人對韓國隊的印象，所以找了他道場實力不錯的女弟子-李珍珠加入來替補缺席的全勳。
- 雖然個性剛正不阿但其實也有極其陰險的一面，過去陳可漢和邱豐凱說他壞話時立刻出現在2人面前，和03年同意全勳代替邱豐凱就是會為了要利用「可中途換人」的規則來讓全勳欠下自己的人情，就可足見其陰險的一面。XI'餓狼隊的結局也可以看到他酒品極差的另外一面。
- XI'由泰瑞和達克邀請而首次加入餓狼隊，原本擔心無法發揮實力的金卻因為泰瑞和達克互揭瘡疤的關係，而決定要導正2人(這也表示金的導正對象不一定都是所謂的惡人)。
- XIII'因受到陳可漢和邱豐凱的教唆，而決定與曾是基斯手下的雷電和霍查一隊，賽後雷電和霍查看穿陳可漢和邱豐凱的計謀，於是假裝已經被金教育成功而逃過可能隨之而來的地獄式修練。在該版本對陣坂崎百合的特殊對話中吐露對長子的態度傷腦筋。
- XIV'因兩名兩名弟子陳可漢及邱豐凱逾假未歸，從來拜訪的師父剛一口中得知兩名弟子和惡人扎那杜參賽，被迫和師父剛一與其情人梁一同組隊。
- XV"的DLC版以獨立身分出賽，對陣雅典娜的特殊勝利台詞透露自身受全勳的影響也成為其歌迷。
- 因為自身的跆拳道實力極強，所以有時會不把其他格鬥技看在眼裡。另外希望能將世界所有的惡人經由他所導正。
- 在KOF系列裡，每年和組隊的成員幾乎都有各懷鬼胎的打算，只有2001年的女性隊員李珍珠例外(因為價值觀相近)。
- 自身鍛鍊嚴格但生活似乎過的非常規律，從他一個勝利動作亮出潔白的牙齒就可略知一二。
- 對自己的跆拳道師父剛一似乎因為個性上的差異而有些敬而遠之，此外也對師父的情人梁感到頭痛。

## 出场作品

### 饿狼传说（FATAL FURY）
- FATAL FURY 2
- FATAL FURY SPECIAL
- FATAL FURY 3:ROAD TO THE FINAL VICTORY
- REAL BOUT FATAL FURY
- REAL BOUT FATAL FURY SPECIAL
- REAL BOUT FATAL FURY 2:THE NEWCOMERS
- FATAL FURY:WILD AMBITION

### 拳皇（THE KING OF FIGHTERS）
- THE KING OF FIGHTERS '94
- THE KING OF FIGHTERS '95
- THE KING OF FIGHTERS '96
- THE KING OF FIGHTERS '97
- THE KING OF FIGHTERS '98 - THE SLUGFEST
- THE KING OF FIGHTERS '99 - MILLENNIUM BATTLE
- THE KING OF FIGHTERS 2000
- THE KING OF FIGHTERS 2001
- THE KING OF FIGHTERS 2002 - CHANLLENGE TO  ULTIMATE BATTLE
- THE KING OF FIGHTERS 2003
- THE KING OF FIGHTERS NEOWAVE
- THE KING OF FIGHTERS XI
- THE KING OF FIGHTERS XII
- THE KING OF FIGHTERS XIII
- THE KING OF FIGHTERS EX - NEOBLOOD
- THE KING OF FIGHTERS EX2 - HOWLLING BLOOD
- THE KING OF FIGHTERS MAXIMUM IMPACT2

## 聲優
- 橋本哲（各種遊戲）
- 長田和彥（日语：長田和彦）（「KOF XII」、「KOF XIV」）
- 中村大樹（動畫「Battle Fighters餓狼伝說」、「餓狼伝說 -THE MOTION PICTURE-」）
- 磯部弘（廣播CD「餓狼伝説2」、「 餓狼伝説SPECIAL」）